# 미스 아시아 퍼시픽 월드
미스 아시아 퍼시픽 월드(Miss Asia Pacific World)는 전 세계 80여 규모의 참가자들이 참가하는 인터내셔널 모델, 탤러트 선발 대회이다.
미스 아시아 퍼시픽 월드의 전신은 '미스 아시아 피전트'에서 시작되었다. 1950년 말 '미스 유니버스'와 '미스 월드'가 태동된 시기에 ‘미스 아시아’는 아시아와 대양주를 회원국으로 시작되었다. 1980년 대 엘리트 모델 룩, 포드 모델 슈퍼 모델 오브 더 월드 양대 슈퍼모델 시대가 도래하면서, 미스 아시아는 그 회원국을 북미와 중남미 참가국까지 확장하고, 그 시기에 명칭을‘미스 아시아 퍼시픽'으로 통합하여 새로운 시대로의 항해를 계속했으며, 이 시기에 매년 많은 스타들이 탄생하기도 했다.
'미스 아시아 퍼시픽'은 21세기에 그 대상을 전 세계로 확장하여, '미스 아시아 퍼시픽 월드'로 단순한 미인선발대회에서 슈퍼모델, 배우, 팝 아티스트를 선발하는 연예인 발굴의 무대가 되었다..
2011년 1위 우승자는 2012년 5월 프랑스 깐느 영화제에 초대되었으며, 2014년 1월 스타코바는 '로레알'의 공식 모델이 되었다.
2013년 미스 아시아 퍼시픽 월드는 아시아 최대 미디어로 세계 최다 영자 신문을 발행하는 The Times Group(본사: 인도 뭄바이)과 국제 미디어 운영, 입상자의 발리우드 영화 매니지먼트 계약을 하였다.
2013년 대회 우승자는 인도 "유스키아와즈(Youth Ki Awaaz)"가 공개한 '2013년 12억 인도 국민의 자부심을 갖게 한 8대 순간'에 선정되었다.

2011년 1위 우승자는 2012년 5월 프랑스 깐느 영화제에 초대되었으며, 2014년 1월 스타코바는 '로레알'의 공식 모델이 되었다.
2013년 미스 아시아 퍼시픽 월드는 아시아 최대 미디어로 세계 최다 영자 신문을 발행하는 The Times Group(본사: 인도 뭄바이)과 국제 미디어 운영, 입상자의 발리우드 영화 매니지먼트 계약을 하였다.
2013년 대회 우승자는 인도 "유스키아와즈(Youth Ki Awaaz)"가 공개한 '2013년 12억 인도 국민의 자부심을 갖게 한 8대 순간'에 선정되었다.

## 우승자
| 년도 | 우승자            | 국가       | 개최지         |
| ---- | ----------------- | ---------- | -------------- |
| 2014 | 히만 차           | 마카오     | 서울, 대한민국 |
| 2013 | 스리쉬티 라나     | 인도       | 일산, 대한민국 |
| 2012 | 히만기니 싱 야두  | 인도       | 서울, 대한민국 |
| 2011 | 다이아나 스타코바 | 우크라이나 | 부산, 대한민국 |

## 리그 표

### 나라별
| 순위 | 국가         | 미스 아시아 퍼시픽 월드 | 1st RU | 2nd RU | 3rd RU | 4th RU | 준결승 진출자 | 총점 |
| ---- | ------------ | ----------------------- | ------ | ------ | ------ | ------ | ------------- | ---- |
| 1    | 인도         | 2                       | 0      | 0      | 1      | 0      | 0             | 3    |
| 2    | 우크라이나   | 1                       | 0      | 0      | 0      | 0      | 1             | 2    |
| 3    | 몽골         | 0                       | 1      | 0      | 0      | 0      | 1             | 2    |
| 4    | 러시아       | 0                       | 1      | 0      | 0      | 0      | 0             | 1    |
| 5    | 인도네시아   | 0                       | 0      | 1      | 0      | 0      | 1             | 2    |
| 6    | 라트비아     | 0                       | 0      | 1      | 0      | 0      | 0             | 1    |
| 7    | 캐나다       | 0                       | 0      | 0      | 0      | 1      | 0             | 1    |
| 8    | 에스토니아   | 0                       | 0      | 0      | 0      | 0      | 2             | 2    |
| 8    | 푸에르토리코 | 0                       | 0      | 0      | 0      | 0      | 2             | 2    |
| 8    | 필리핀       | 0                       | 0      | 0      | 0      | 0      | 2             | 2    |
| 9    | 독일         | 0                       | 0      | 0      | 0      | 0      | 1             | 1    |
| 9    | 레바논       | 0                       | 0      | 0      | 0      | 0      | 1             | 1    |
| 9    | 태국         | 0                       | 0      | 0      | 0      | 0      | 1             | 1    |
| 9    | 카메룬       | 0                       | 0      | 0      | 0      | 0      | 1             | 1    |
| 9    | 케냐         | 0                       | 0      | 0      | 0      | 0      | 1             | 1    |
| 9    | 스리랑카     | 0                       | 0      | 0      | 0      | 0      | 1             | 1    |
| 9    | 튀르키예     | 0                       | 0      | 0      | 0      | 0      | 1             | 1    |
| 9    | 네덜란드     | 0                       | 0      | 0      | 0      | 0      | 1             | 1    |
| 9    | 헝가리       | 0                       | 0      | 0      | 0      | 0      | 1             | 1    |
| 9    | 영국         | 0                       | 0      | 0      | 0      | 0      | 1             | 1    |
| 9    | 대한민국     | 0                       | 0      | 0      | 0      | 0      | 1             | 1    |
| 9    | 네팔         | 0                       | 0      | 0      | 0      | 0      | 1             | 1    |
| 9    | 스웨덴       | 0                       | 0      | 0      | 0      | 0      | 1             | 1    |
| 9    | 미국         | 0                       | 0      | 0      | 0      | 0      | 1             | 1    |
| 9    | 베네수엘라   | 0                       | 0      | 0      | 0      | 0      | 1             | 1    |
| 9    | 베트남       | 0                       | 0      | 0      | 0      | 0      | 1             | 1    |

### 우승자 수별
| 국가/지역  | 타이틀 | 우승 년도  |
| ---------- | ------ | ---------- |
| 인도       | 2      | 2012, 2013 |
| 우크라이나 | 1      | 2011       |

## 같이 보기
- 미스 유니버스
- 미스 월드